# Поминальная свеча

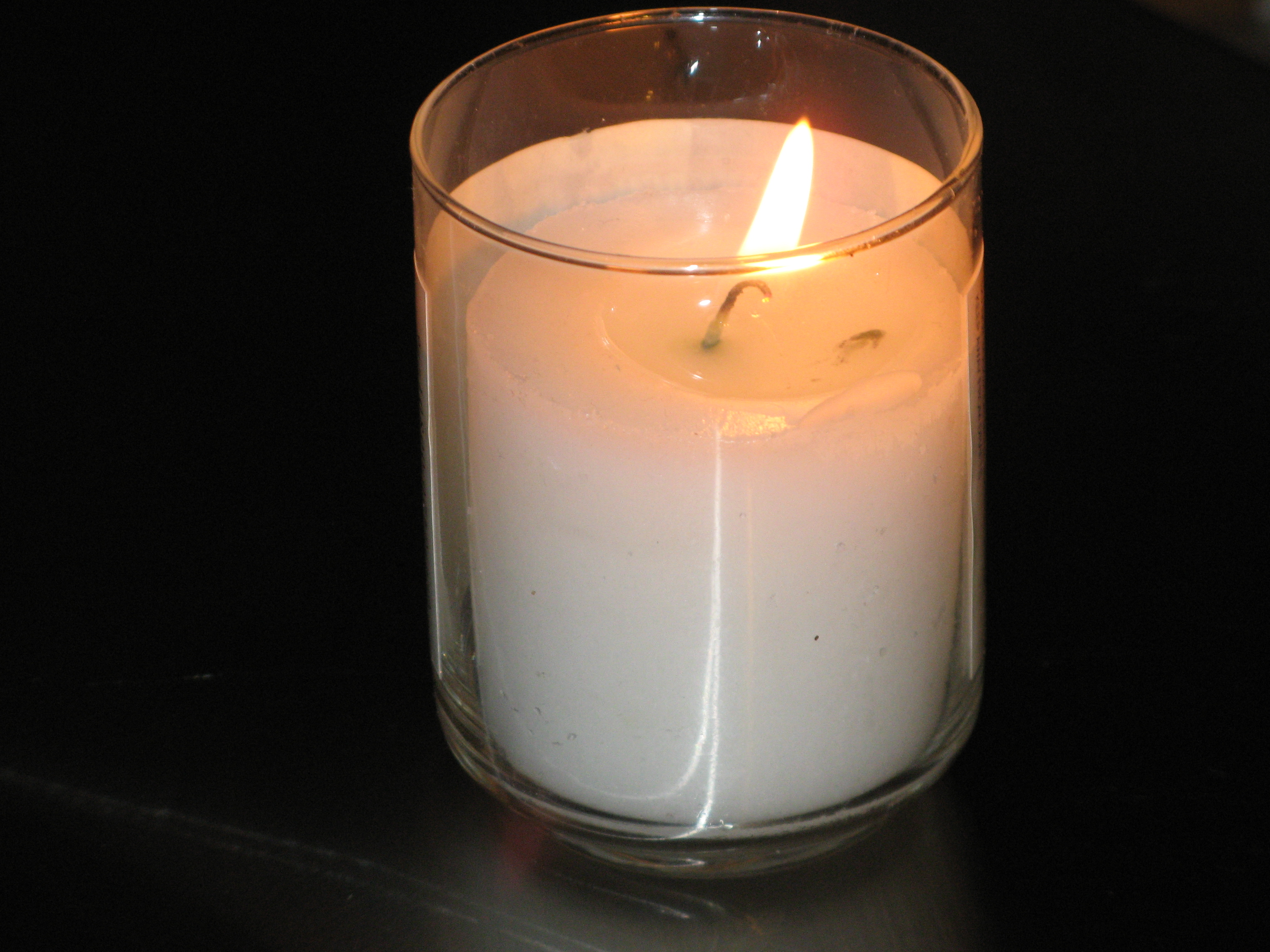
Поминальная свеча йорцайта

Помина́льная свеча́ (ивр. נר נשמה‎; идиш יאָרצײַט ליכט‎) в иудаизме — свеча, зажжённая в память об умершем. Составляющая традиционного иудейского похоронного обряда. Среднее время горения свечи составляет до 26 часов. Также поминальную свечу зажигают накануне Йом-кипура или Дня Катастрофы, на закате.

## История

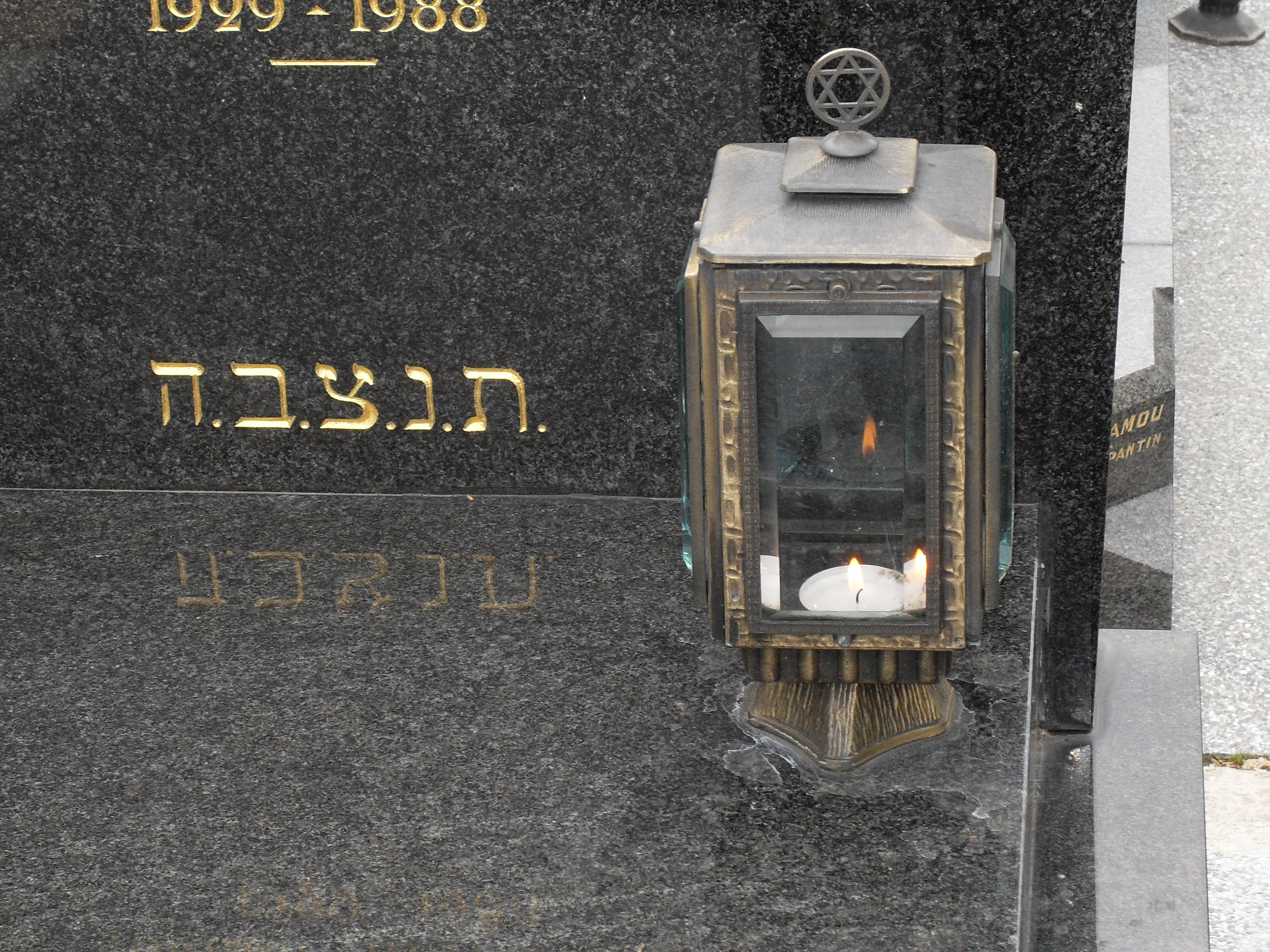
Поминальная свеча на могиле, в защитном футляре от ветра

Широко распространённым обычаем в еврейской культуре является традиция скорбящему человеку зажигать поминальную свечу в йорцайт — годовщину смерти покойного по еврейскому календарю, а также в дни, когда читают поминальную молитву «Изкор»: в Йом-кипур, в Шмини Ацерет, в седьмой день Песаха и в Шавуот. Йорцайт совершается каждый год в течение полного дня, в этот день Кадиш йатом читается не менее трёх раз, и поминальная свеча также должна гореть на протяжении всего дня. Поминальную свечу принято зажигать в доме или возле могилы умершего. Само слово «йорцайт» (יאָרצײַט‎) переводится с идиша как годовщина смерти человека. Этимологически происходит из соединения двух немецких слов Jahr («год») и Zeit («время»).
Традицию зажигать свечу возводят к Книге Притчей Соломоновых, где говорится «светильник Господень — дух человека, испытывающий все глубины сердца» (Прит. 20:27). Обычай зажигать свечу в память об умершем очень широко распространён и глубоко укоренился в еврейской жизни. Многие евреи, которые в остальном не соблюдают традиции, следуют этому обычаю. В современном мире в некоторых случаях, например, в больницах в целях противопожарной безопасности, используют электрическую поминальную свечу вместо обычной. Также существуют специальные свечи, длительность горения которых достигает до семи дней, их используют во время семидневного траура Шива, который следует после захоронения усопшего человека. Его соблюдение является обязательным требованием для родителей, братьев и сестёр, супругов и детей умершего человека.
В «Шулхан арухе» указывается, что тот, кто принимает на себя Шаббат после захода солнца, но до наступления темноты, может попросить нееврея зажечь поминальную свечу и указать ему делать другие вещи. Также допускается зажжение поминальной свечи ночью во время всех праздников Йом-Тов, поскольку человек получит пользу от её света, но нельзя зажигать её в этот день днём, поскольку это не принесёт пользы.

## В культуре
- После убийства премьер-министра Израиля Ицхака Рабина в 1995 году, молодых людей, пришедших оплакивать его на площадь Царей Израиля, где он был убит, прозвали «молодёжью свечей» (נוער הנרות‎) из-за множества зажжённых ими поминальных свечей.

## Галерея

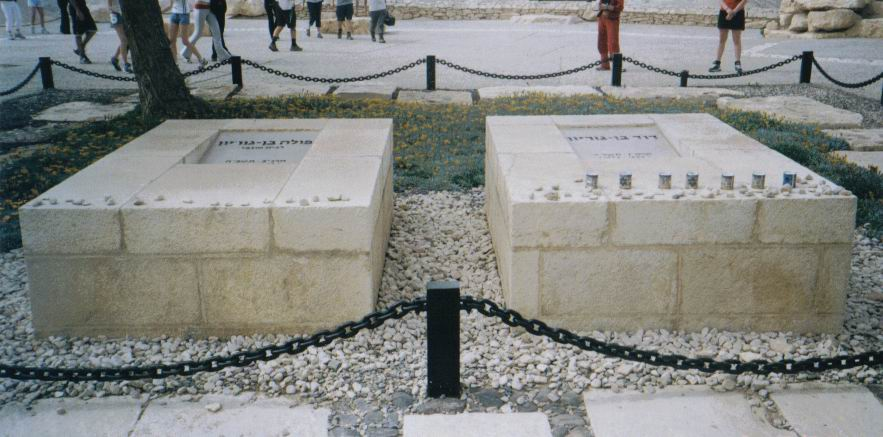
Поминальные свечи на могилах первого премьер-министра Израиля, Давида Бен-Гуриона и его жены
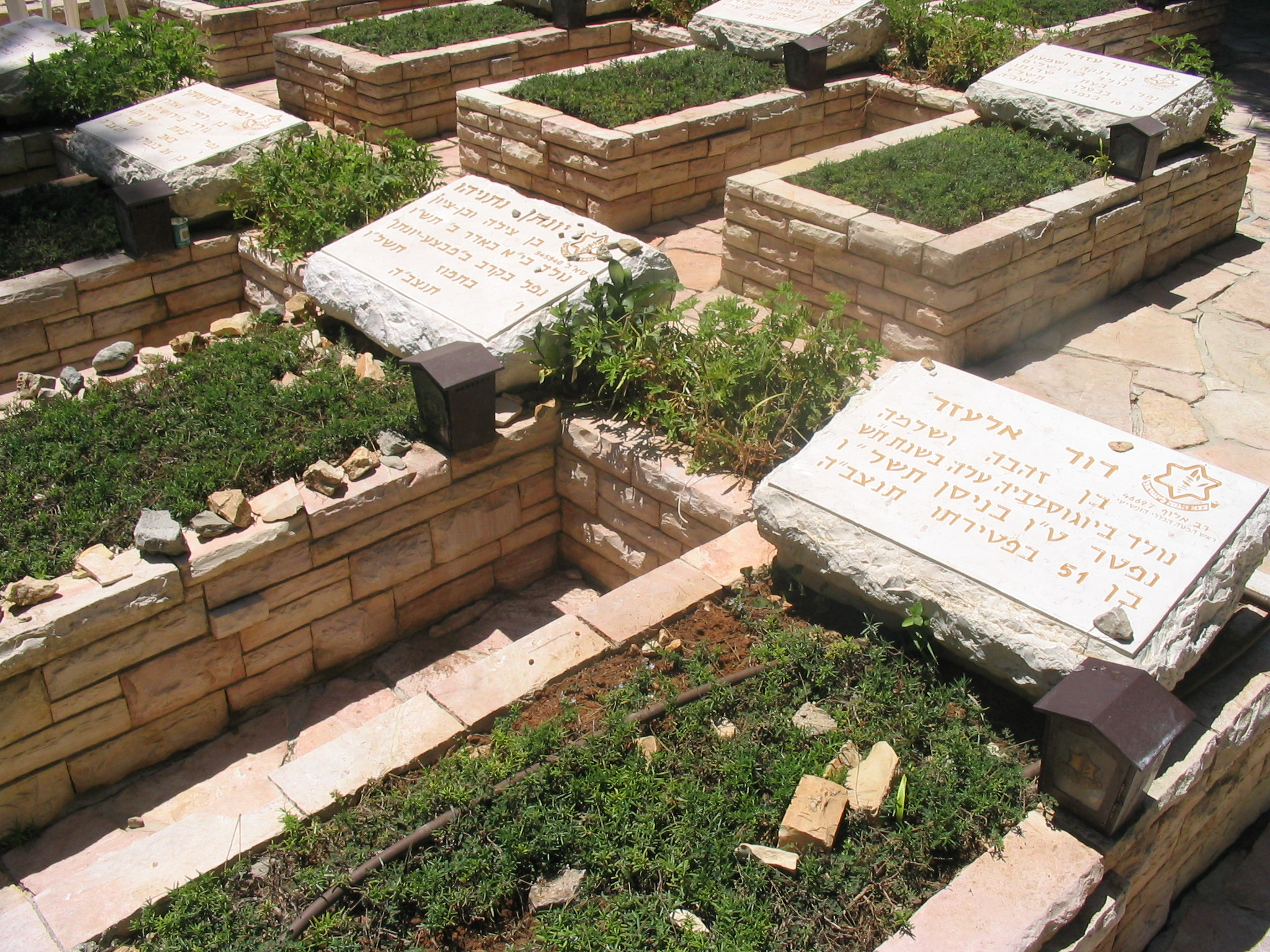
Могилы израильских военных Давида Элазара и Йонатана Нетаньяху. Рядом установлены поминальные свечи в футлярах
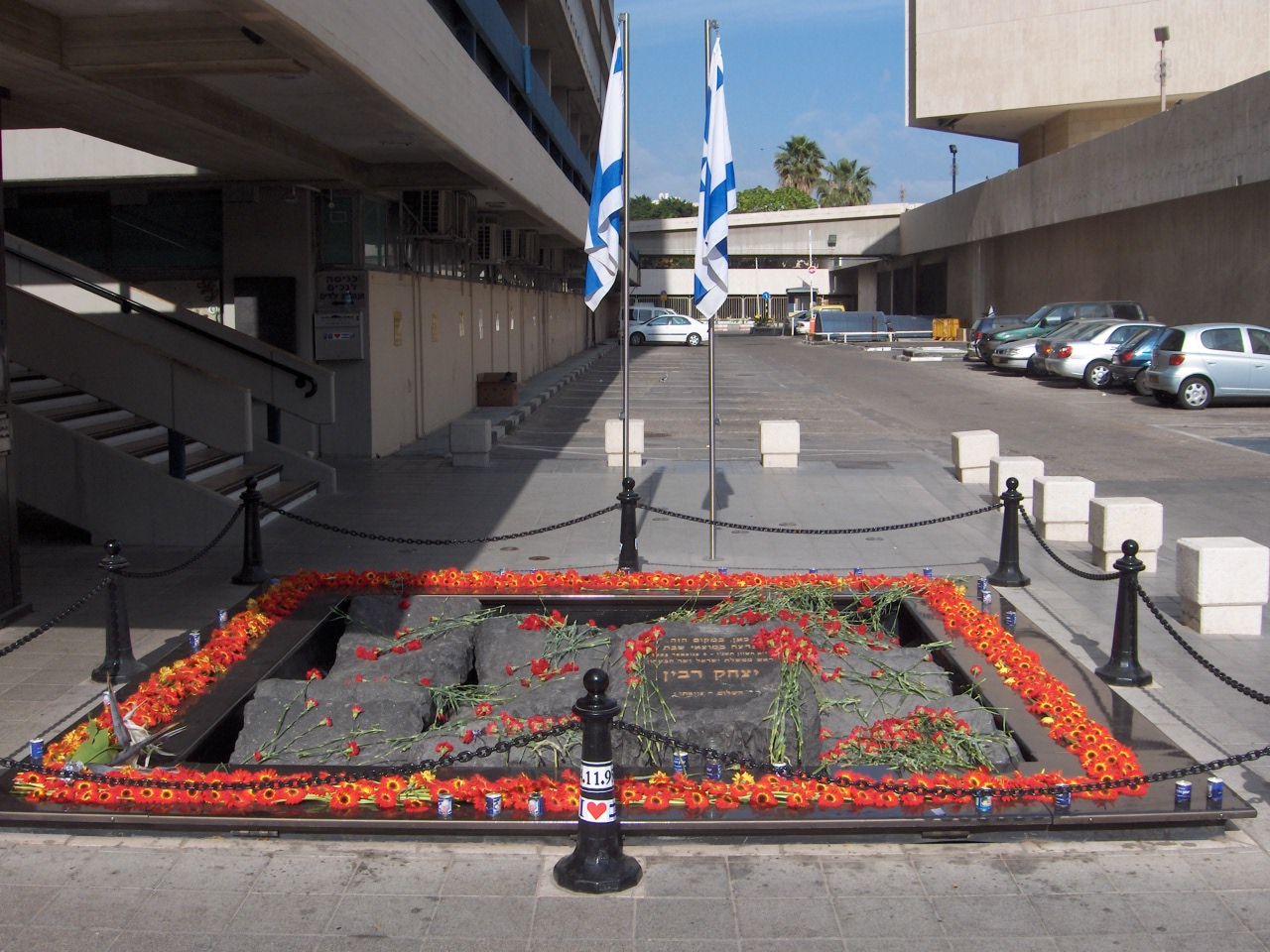
Место убийства премьер-министра Израиля Ицхака Рабина. Здесь всегда стоят поминальные свечи и цветы
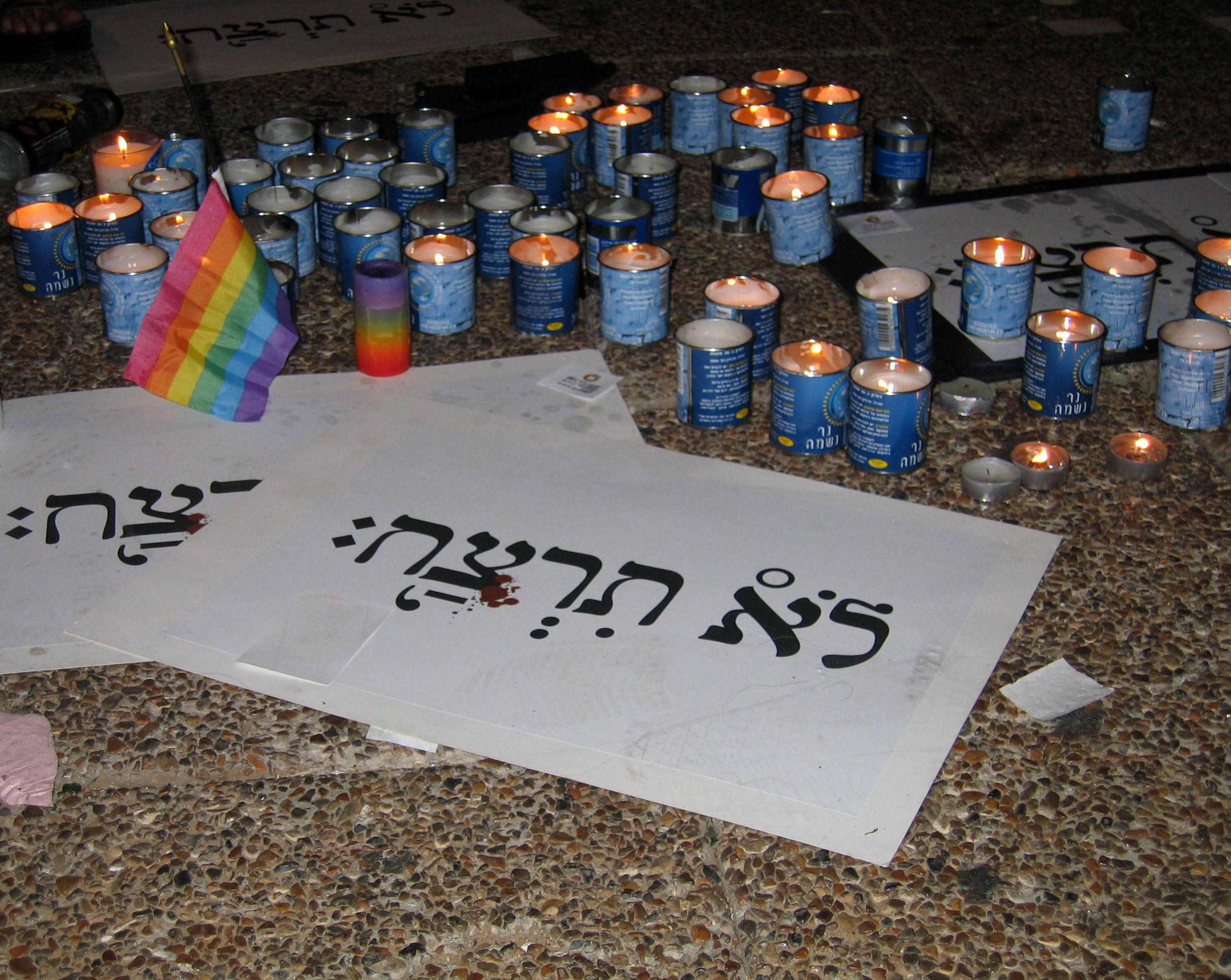
Поминальные свечи в память о погибших в террористической атаке на центр для ЛГБТ-подростков в 2009 году, площадь Ицхака Рабина
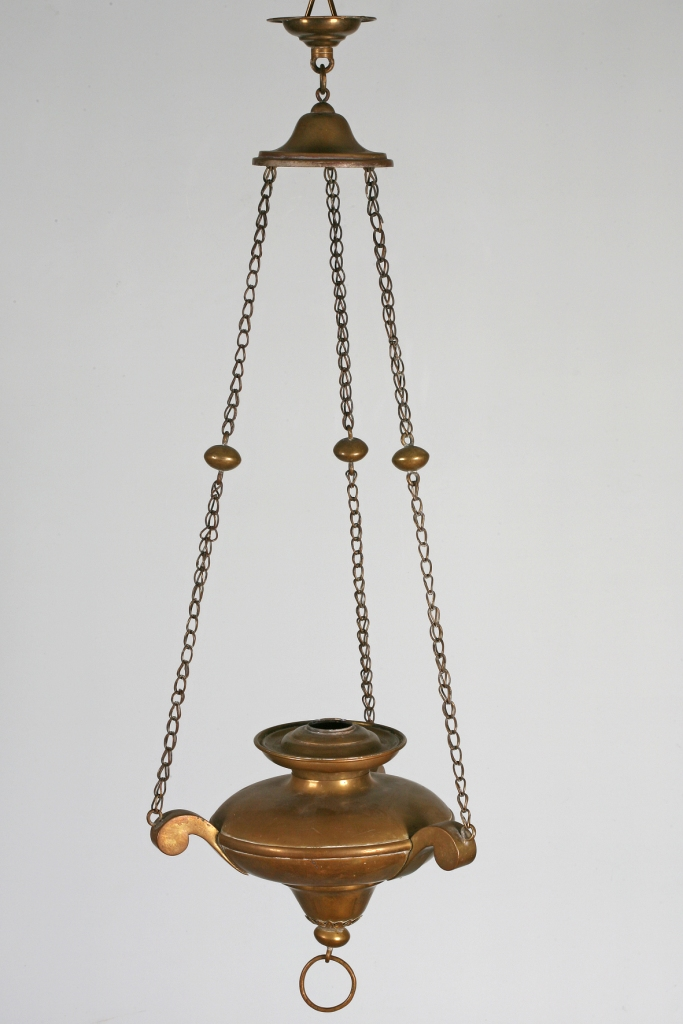
Поминальная свеча из Ленгнау, 1830 год, в фондах Еврейского музея Швейцарии
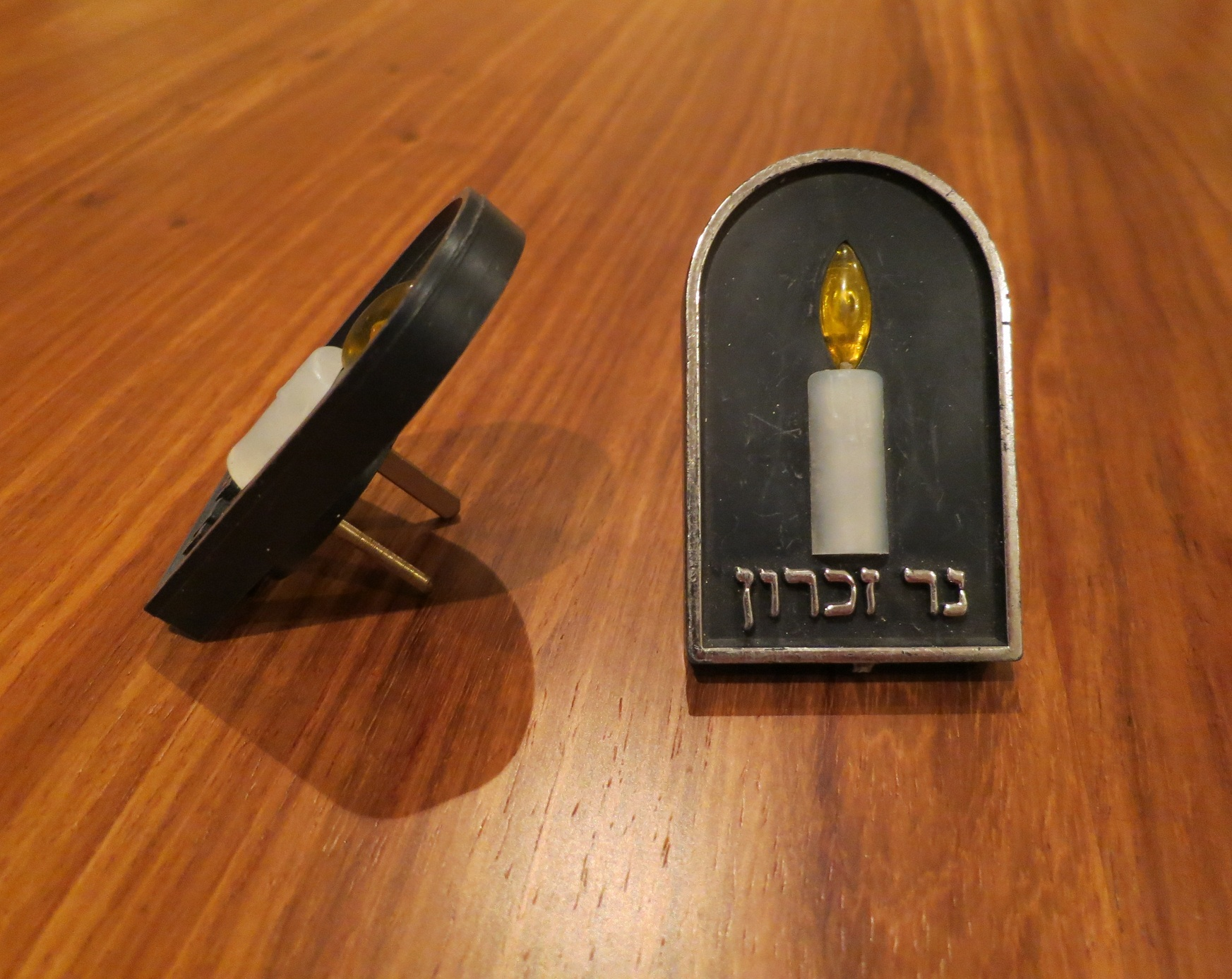
Электрическая поминальная свеча